# Hygienická hypotéza
Hygienická hypotéza tvrdí, že za rozvoj alergií a autoimunitních nemocí  je zodpovědná nedostatečná stimulace imunitního systému mikroby v dětství. Hygienická hypotéza byla formulována na základě epidemiologických dat, kde nízký počet infekčních onemocnění v populaci přímo souvisí se zvýšenou frekvencí autoimunitních onemocnění a alergii. Jako mechanismus bylo navrženo, že díky snížené interakci mezi imunitním systémem a patogeny (také komenzály) v časném období života nedochází k adekvátnímu nastavení imunitních reakcí, hlavně imunitní tolerance. Ovšem laboratorní výzkum hypotézu nepotvrzuje.
Hygienická hypotéza bývá nesprávně interpretována jako přehnaná čistotnost. Ovšem například mytí rukou před jídlem snižuje riziko infekce aniž by mělo vliv na alergie či poruchy imunity.

## Historie
Hypotézu poprvé navrhl David P. Strachan ve článku publikovaném v časopisu British Medical Journal (BMJ) v roce 1989 pro vysvětlení pozorování, že senná rýma a ekzém, tedy alergické nemoci, jsou méně časté u dětí z větších rodin, které byly pravděpodobně vystaveny většímu množství infekčních činitelů přes své sourozence, než u dětí-jedináčků (od počátku se neuvažovalo o čistotě prostředí či osobní hygieně). Hygienická hypotéza byla obsáhle zkoumána imunology a epidemiology a byla dále rozšířena i na autoimunitní onemocnění, jako je diabetes prvního typu. Hygienická hypotéza se stala důležitým teoretickým základem pro studium alergických a autoimunitních onemocnění a vysvětluje nárůst jejich incidence, který je zaznamenáván během industrializace a ve vyspělejších státech. Hygienická hypotéza byla nyní rozšířena tak, že zahrnuje i expozici symbiotickým bakteriím a parazitům, jakožto důležitým modulátorům vývoje imunitního systému, společně s dalšími infekčními činiteli.

## Mechanismus účinku
Alergická onemocnění jsou způsobena neadekvátní imunologickou reakcí na neškodné antigeny. Na základě experimentů provedených převážně na zvířecích modelech bylo navrženo několik mechanismů, které přispívají k pochopení hygienické hypotézy. Některé jevy jsou ale specifické pro jednotlivé infekce a za tak komplexním fenoménem jakým je hygienická hypotéza stojí mnoho různých mechanismů.

### Rovnováha mezi Th1 a Th2 odpovědí
Za rozvoj alergie je zodpovědná Th2 zánětlivá odpověď, která vede ke vzniku alergen-specifického IgE. Po narození je tento typ odpovědi dominantní. Jendo z prvních vysvětlení hygienické hypotézy navrhovalo, že díky malému počtu infekcí a nízké stimulaci imunitního systému nedochází ke vzniku Th1 lymfocytů, které by změnou cytokinového prostředí bránili rozvoji Th2 odpovědi, vytvoření specifického IgE a vzniku alergie. V některých případech ale Th1 buňky zvyšují patogenitu Th2 lymfocytů a parazitární infekce schistosomóza indukující Th2 odpověď má vzhledem k alergii protektivní účinek.

### Kompetice o antigen
Jedním z málo probádaných  možných vysvětlení je kompetice o antigen. Homeostatické faktory jako IL-2, IL-7 a IL-15 jsou spotřebovávány během silné imunitní reakce a nedochází k rozvoji reakce proti slabšímu antigenu jako jsou alergeny nebo autoantigeny.

### Vznik regulačních buněk
Při stimulaci imunitního systému různými patogeny se kromě efektorových buněčných populací určených k eliminaci patogena vytváří i regulační buňky, například T regulační buňky bránící rozvoji zánětu a produkující IL-10 a TGF-β. Právě TGF-β má potom protektivní efekt proti rozvoji diabetu 1. typu (T1D) u NOD myši. Byly popsány i B buňky s regulačním efektem, schopné produkovat IL-10 a IL-35. Jejich aktivace je indukovaná různými infekčními agens, jako je Salmonella enterica serovar Typhimurium nebo Listeria monocytogenes. Přítomnost parazitů v těle hostitele má také protektivní efekt na rozvoj autoimunitního onemocnění. Fasciola Hepatica brání skrze indukci Th2 odpovědi rozvoji experimentální autoimunitní encefalomyelitidy. V tomto případě díky akumulaci eosinofilů a uvolnění IL-5.

### Desenzitivizace Toll-like receptorů
Toll-like receptory (TLR) jsou jedny z hlavních PRR rozpoznávajících PAMP. Jejich aktivace iniciuje rozvoj imunitní odpovědi. Dlouhodobá expozice ligandu TLR ale snižuje schopnost buněk produkovat cytokiny a iniciovat zánětlivou odpověď organismu. Například podáním nízkých dávek lipopolysacharidu (LPS) můžeme u myší zabránit vzniku letálního septického šoku při injekci vysoké dávky LPS. Tato skutečnost je v literatuře popisována jako endotoxinová tolerance. Po dlouhodobé expozici ligandu dochází k snížení signalizační odpovědi TLR díky redukované expresi pozitivních regulátorů NF-κB signalizace a zvýšené expresi negativních regulátorů jako jsou IRAK-M nebo A-20. V tolerizovaných buňkách se nachází homodimery NF-κB komplexu p50/p50, které nedokáží indukovat transkripční aktivitu Tnf, na rozdíl od heterodimeru p65/p50 přítomném v nezkušených buňkách. Při prvotní stimulaci LPS se do promotorové oblasti pro Tnf a Il1b rekrutují histon-modifikující komplexy a jsou odstraněny histonové dimethylace H3K9, které brání transkripci. U tolerizovaných buněk je potom H3K9 dimetylace stále přítomná a transkripce prozánětlivých cytokinů je omezená. Některé dlouhé-nekódující RNA nebo mikroRNA jsou indukováné po TLR signalizaci a také se podílejí na endotoxinové toleranci. Na druhou stranu máme i netolerizovatelné geny, jejichž exprese zůstává stejná nebo dokonce vyšší i po druhé stimulaci TLR. Jejich funkce většinou není známá, ale předpokládá se že by mohla mít antimikrobiální charakter. Empiricky bylo prokázáno, že myši kterým byl před infekcí Staphylococcus aureus nebo Salmonella enterica podán LPS měli menší rozšíření patogenu v těle a větší procento přežití. Efekt modifikace TLR signalizace se projevuje i u hygienické hypotézy. Experimentálně bylo prokázáno, že kromě infekce je možné předejít rozvoji T1D u NOD myší i podáváním syntetických ligandů TLR. U lidí bylo popsáno, že děti vyrůstající na farmě jsou více vystavené LPS z prostředí a mají nižší incidenci alergií. Karelská oblast je obývána lidskou populací se stejným genetickým pozadím, ale je rozdělena hranicí na finskou a ruskou část. Incidence T1D a alergií je mnohem vyšší u dětí ve finské části. Důvodem pro tuto odlišnost může být rozdílné složení mikrobiomu mezi mladými Rusy a Finy, hlavně potom častější přítomnost LPS derivovaného z Escherichia coli ve střevech ruských novorozenců. LPS z E. coli dokáže lépe stimulovat imunitní systém a následně navodit toleranci neškodných antigenů.

## Alternativní hypotézy
Pro imunologické stavy související s původní Strachanovou verzí hygienické hypotézy, například pro atopii nebo astma, navrhli Albert Bernard a jeho kolegové alternativní hypotézu bazénového chloru, založenou na epidemiologických údajích z roku 2003.